# Copidosoma aeripes
Copidosoma aeripes är en stekelart som först beskrevs av Girault 1932.  Copidosoma aeripes ingår i släktet Copidosoma och familjen sköldlussteklar. Inga underarter finns listade i Catalogue of Life.